# Herbert Caro
Herbert Moritz Caro (* 16. Oktober 1906 in Berlin; † 23. März 1991 in Porto Alegre) war ein deutscher Rechtsanwalt, Übersetzer und Tischtennisspieler.

## Leben in Deutschland und im Exil
Caro arbeitete als Richter auf Probe („Gerichtsassessor“) und Rechtsanwalt am Landesgericht in Berlin, wo ihm 1933 mit dem Gesetz über die Zulassung zur Rechtsanwaltschaft aufgrund seiner jüdischen Herkunft die Zulassung entzogen wurde. Da er seinen Beruf nicht mehr ausüben durfte, begab sich Caro im selben Jahr nach Frankreich. Er begann an der Universität von Dijon romanische Sprachen zu studieren. Dabei bestritt er seinen Lebensunterhalt, indem er Tennis- und Deutschstunden gab. Als sich die Situation für die deutschen Flüchtlinge in Frankreich verschlechterte, beschloss Caro, ein anderes Asylland zu suchen. 1934 kehrte er nach Deutschland zurück, heiratete Nina Zabludowski, eine aus Polen stammende Jüdin, und begann Vorkehrungen zu treffen, um nach Brasilien weiterzuwandern. Sie kamen im Mai 1935 in Porto Alegre an.
Zusammen mit anderen Flüchtlingen, darunter Fritz Oliven, ein bekannter Librettist von Opern, der unter dem Pseudonym Rideamus schrieb, gründete Caro den jüdischen Hilfsverein Sociedade Israelita do Brasil (Israelitische Gemeine Brasiliens), die vielen Flüchtlingen half, ihre in Europa bedrohten Familienmitglieder nach Brasilien zu bringen. Er selbst erzählte Izabela Kestler in einem Interview:
„Wir schickten unsere Frauen zum Außenministerium in Rio de Janeiro. Frauen können ja weinen. Und wir erhofften, dass sie dadurch die kalten Herzen der Beamten erweichen würden.“

## Literarische Tätigkeit
Herbert Moritz Caro war wohl der bekannteste Übersetzer für deutsche Literatur in Brasilien. Er arbeitet zehn Jahre lang in Porto Alegre im Verlag Globo als Übersetzer und Lektor und übersetzte u. a. Thomas Mann, Emil Ludwig, Oskar von Wertheimer, Hermann Hesse und Elias Canetti ins Portugiesische. Darüber hinaus schrieb er regelmäßig für die Zeitung O Correio do Povo, hielt Vorträge über deutschsprachige Autoren im Deutsch-Brasilianischen Kulturinstitut/Porto Alegre, verfasste Essays über Kunst und Literatur für brasilianische Zeitungen und Zeitschriften sowie die Lexika Portugiesisch-Deutsch und Portugiesisch-Lateinisch. Eine Sammlung seiner Essays mit dem Titel Balcão de Livraria (Büchertisch) ist 1960 vom brasilianischen Bildungsministerium veröffentlicht worden.

## Sportliche Laufbahn
Caro wurde zwischen 1928 und 1932 16 mal zu Länderspielen berufen. Er nahm an 5 Weltmeisterschaften teil. Caro war Angriffsspieler mit gleich starker Rück- und Vorhand. Um 1930 gehörte er dem Verein TC Borussia 1902 Berlin an.
Caro übernahm beim Deutschen Tischtennis-Bund, der in Berlin seinen Sitz hatte, von 1931 bis 1933 als Nachfolger von F.W. Portner das Amt des Sportwarts. Als 1933 die Nationalsozialisten in Deutschland an die Macht kamen forderten sie alle Sportverbände zur „Arisierung“ auf. Daraufhin wollten alle fünf Mitglieder im April 1933 des DTTB-Vorstandes gemeinsam zurücktreten, weil Caro und Schatzmeister Fritz Zinn nicht arisch waren. Caro verhinderte den geschlossenen Rücktritt und schied „freiwillig“ aus dem Vorstand aus.
In Frankreich schloss er sich dem Club Dijon an. In Avignon spielte er noch in einem Turnier u. a. gegen Alex Ehrlich. Danach beendete er seine aktive Laufbahn.

## Sportliche Erfolge
Caro nahm an folgenden Tischtennis-Weltmeisterschaften teil:
- 1928 in Stockholm: 7. Platz mit Herrenmannschaft
- 1929 in Budapest: 6. Platz mit Herrenmannschaft
- 1930 in Berlin: 7. Platz mit Herrenmannschaft
- 1932 in Prag: 5. Platz mit Herrenmannschaft
- 1933 in Baden/Wien: nur Einzel

1930 wurde er in der deutschen Rangliste auf dem 3. Platz geführt.

### Turnierergebnisse
| Verband | Veranstaltung     | Jahr | Ort       | Land | Einzel     | Doppel       | Mixed        | Team |
| ------- | ----------------- | ---- | --------- | ---- | ---------- | ------------ | ------------ | ---- |
| GER     | Weltmeisterschaft | 1933 | Baden     | AUT  | Qual       | keine Teiln. | keine Teiln. |      |
| GER     | Weltmeisterschaft | 1932 | Prag      | TCH  | letzte 128 | Scratched    | keine Teiln. | 5    |
| GER     | Weltmeisterschaft | 1930 | Berlin    | FRG  | letzte 16  | letzte 16    | keine Teiln. | 7    |
| GER     | Weltmeisterschaft | 1929 | Budapest  | HUN  | Qual       | letzte 32    | Scratched    | 6    |
| GER     | Weltmeisterschaft | 1928 | Stockholm | SWE  | letzte 64  | letzte 16    | keine Teiln. | 7    |

## Werke
- Balcão de livraria. Ministério da Educação, Rio de Janeiro 1960.